# (4973) Showa
(4973) Showa es un asteroide que forma parte del cinturón exterior de asteroides y fue descubierto el 18 de marzo de 1990 por Kazuro Watanabe y Kin Endate desde el Observatorio de Kitami, Japón.

## Designación y nombre
Showa se designó al principio como 1990 FT.
Más adelante, en 1992, recibió su nombre de la empresa japonesa Showa Corporation.

## Características orbitales
Showa está situado a una distancia media de 3,433 ua del Sol, pudiendo alejarse hasta 3,701 ua y acercarse hasta 3,165 ua. Su inclinación orbital es 18,91 grados y la excentricidad 0,0781. Emplea en completar una órbita alrededor del Sol 2324 días.

## Características físicas
La magnitud absoluta de Showa es 11,5. Tiene 24,84 km de diámetro y su albedo se estima en 0,0865.